# Schälung

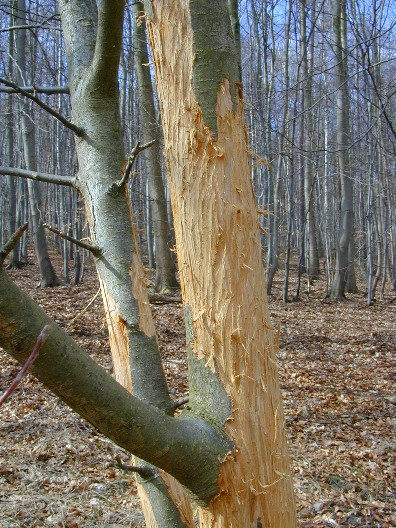
Durch Rotwild geschälte Weide

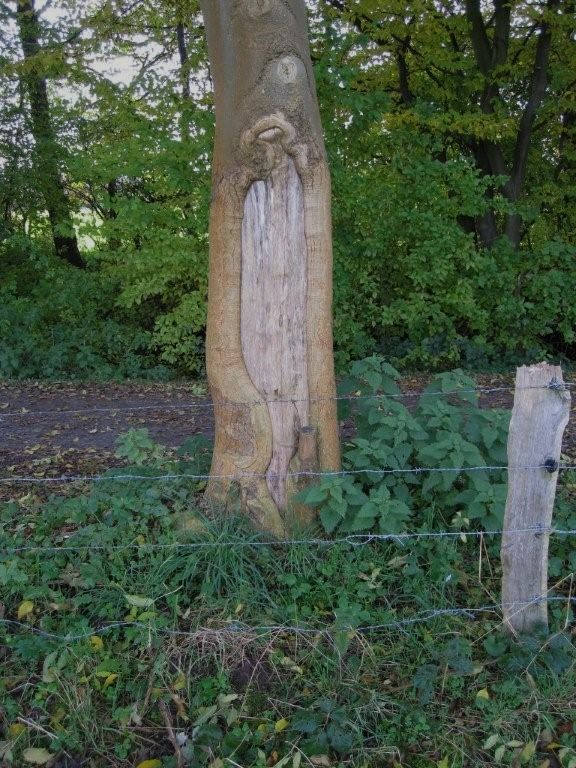
Durch Pferde geschält gewesene Esche, mit voranschreitender Wundüberwallung

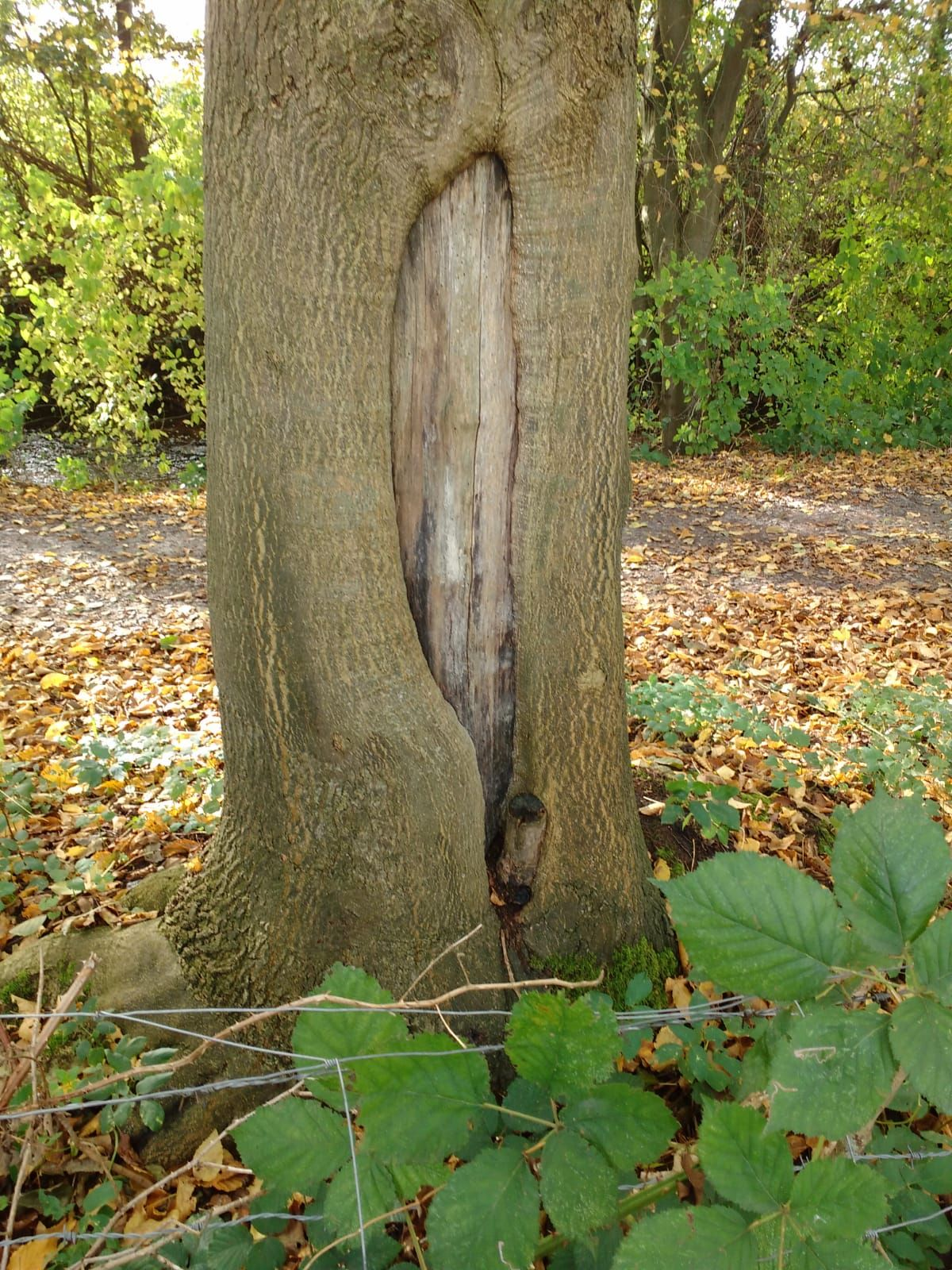
Der Baum auf den Tag genau zehn Jahre später. Der Wuchs der Esche ist nicht beeinträchtigt. Der restliche Saftquerschnitt scheint auszureichen.

Unter Schälen versteht man das Abnagen von Rindenstücken (im Winter) oder das Abziehen ganzer Rindenstreifen (im Sommer) von Bäumen vor allem durch Rotwild und andere Hirscharten. Es wird nur Rinde geschält, die wenig dickborkig ist.
Die in Deutschland am häufigsten vorkommende schälende Wildart ist das Rotwild. Es lebt in Rudeln und kann „über Nacht“ einen Waldbestand blank schälen. Rehe schälen nicht. Das Benagen der Rinde durch Feldhase oder Wildkaninchen bezeichnet man nicht als Schälen, wobei stammumfassende Ringelungen in der Auswirkung den großen Schälschäden gleichkommen.
Über die Ursachen des Schälverhaltens besteht keine Einigkeit. So wird Schälen einerseits übermäßigem Stress zugeschrieben, verursacht durch Beunruhigung des Wildes bei hohem Jagddruck oder starkem Erholungsverkehr, andererseits kann Schälen Teil der natürlichen Nahrungsaufnahme sein.
Man unterscheidet Sommer- und Winterschälung. Im Sommer weist die Rinde der Waldbäume einen hohen Wassergehalt auf, ist daher weich und kann in langen (Bast-)Streifen abgezogen werden. Im Winter ist der Wassergehalt der Rinde gering. Sie lässt sich nur schwer vom Holz lösen und kann nur stückweise „abgenagt“ werden. Wird die Rinde rings um den Stamm nicht vollständig entfernt, überlebt der Baum in der Regel und überwallt die Schadstelle.
Empfindliche wirtschaftliche Schälschäden entstehen, wenn das freigelegte Holz von holzzerstörenden Pilzen wie beispielsweise dem Wurzelschwamm besiedelt wird.
Vorbeugemaßnahmen können jagdlicher oder technischer Natur Sein. Durch die Jagd erfolgt die Reduktion und Kontrolle des Wildbestandes, wodurch auch die Schälschäden begrenzt werden. Als technische Schälschutzmaßnahmen kommen Forstkulturzäune oder Einzelschutzmaßnahmen (Bestreichen der Rinde mit chemischen Mitteln, Umwickeln des Stammes mit Netzen, Einritzen der Rinde mit Rindenhobel etc.) in Frage.
Treten Schälschäden auf, so kann der Waldbesitzer in der Regel Wildschadensersatz verlangen.
Vergleichbare Phänomene sind der Verbiss, der Trittschaden sowie das Umbrechen (Schäden durch Umwühlen des Oberbodens durch Schwarzwild).